# جون سميث (سياسي كندي، مواليد 1831)
جون سميث هو شخصية أعمال وسياسي كندي، ولد في 27 أكتوبر 1831 في إنفرنيس في المملكة المتحدة، وتوفي في 5 مارس 1909 في برامبتون في كندا بسبب ذات الرئة. نشط حزبياً في الحزب الليبرالي في أونتاريو ‏. وقد انتخب عضو برلمان مقاطعة أونتاريو (1893 – 1908).